# Боби, Жан-Доминик
Жан-Домини́к Боби́ (фр. Jean-Dominique Bauby, 23 апреля 1952, XIV округ Парижа, Франция — 9 марта 1997, Гарш, О-де-Сен, Франция) — французский журналист, сценарист, писатель и главный редактор журнала ELLE. После перенесённого инсульта написал бестселлер «Скафандр и бабочка».

## Паралич и бестселлер
8 декабря 1995 года в возрасте 43 лет перенёс сильнейший инсульт — рядом с Боби был сын (они направлялись на прогулку на его новом спортивном автомобиле). Через двадцать дней Боби вышел из комы и обнаружил, что у него парализовано всё тело, кроме левого глаза. Врачи в клинике придумали специальный алфавит для Боби, в котором буквы располагались по частоте их использования во французском языке. Обычно логопед медленно читал буквы в этом специальном порядке, и если это была нужная буква, то Боби мигал один раз. Одно мигание означало «да», два мигания — «нет». Таким способом Боби мог общаться с врачами и медсестрами, изъявляя свои желания. Книгу писал он таким способом: «Система довольно примитивна: мне перечисляют буквы (вариант „ESA…“) пока я, моргнув глазом, не остановлю собеседника на той букве, которую он должен записать. Если нет ошибок, довольно быстро получается целое слово, затем фраза, более или менее вразумительная». Книга имела грандиозный успех. Боби умер от пневмонии всего через 2 дня после издания книги.

### «Скафандр и бабочка»
В 2007 году режиссёр Джулиан Шнабель снял фильм «Скафандр и бабочка» по его книге (в фильме также описываются моменты его жизни). Главную роль исполнил Матьё Амальрик. Фильм имел большой успех и был удостоен таких наград, как приз за лучшую режиссуру Джулиану Шнабелю на Каннском кинофестивале 2007 года, приз за лучший зарубежный фильм от Национального совета американских кинокритиков 2007, премия «Люмьер» за лучший фильм, две премии «Золотой глобус» за лучшую режиссуру и лучший фильм на иностранном языке, а также четырёх номинаций на «Оскар».